# طواف إيطاليا 1991
طواف إيطاليا 1991 هو سباق دراجات هوائية أقيم في إيطاليا بتاريخ مايو 26 — يونيو 16، تكون السباق من 21, مرحلة وامتدّ لمسافة 3715 كم بسرعة 37.303 كم/س، استغرق السباق 99 ساعة 35 دقيقة 43 ثانية. فاز به الإيطالي فرانكو تشيوكسيولي.